# Palermo oder Wolfsburg
Palermo oder Wolfsburg ist ein deutscher Spielfilm aus dem Jahre 1980.

## Handlung
Nicola ist 17 Jahre alt. Er kommt aus Sizilien und ist Sohn einer armen Familie. Deutschland soll für ihn das Land der unbegrenzten Möglichkeiten und vor allem das Land sein, das der Familie in Sizilien zu überleben hilft. In Wolfsburg angekommen, findet er Arbeit bei Volkswagen. Dort schließt er Freundschaft mit anderen Italienern, die ihm beibringen, wie er in der deutschen Gesellschaft am besten über die Runden kommt. Das Leben lässt sich im hohen Norden gut an für den jungen Nicola, der trotz sprachlicher Schwierigkeiten Fuß fassen kann. Er verliebt sich in das deutsche Mädchen Brigitte. Problematisch wird es, als Brigitte den in der Liebe unerfahrenen Nicola verlässt. Nicola ist aufgewachsen in sizilianischer Tradition und fühlt sich seiner Ehre beraubt. Nicola glaubt, seine Nebenbuhler entdeckt zu haben und ersticht zwei Freunde von Brigitte.
Es kommt zum Prozess, den Nicola stumm über sich ergehen lässt. Er versteht zu schlecht deutsch, um mitzubekommen, worum es eigentlich geht. Seine Verteidigerin möchte einen Freispruch. Erst zum Ende des Films gesteht Nicola seine Schuld ein und ergibt sich seinem Schicksal.

## Kritiken
- Lexikon des internationalen Films: „Schroeters eigenwilliger Film besteht aus drei stilistisch völlig unterschiedlichen "Akten": Realistisches mischt sich mit opernhaften Elementen und satirischen Verzeichnungen bis zur surrealistischen Farce. Das Gerichts-Spektakel des dritten Teils wirkt irritierend und fragwürdig.“[1]

- Peter W. Jansen im tip, „Berlin, 1980: Es ist ein riskanter Parforceritt, mit dem Schroeter "Palermo oder Wolfsburg", den knapp dreistündigen Film, von einem realistisch-dokumentarischen Anfang in die Absurdität des Realistischen treibt. Realismus ist absurd geworden, wo "Realistisch-sein" keinen Stilwillen mehr meint, sondern die Billigung von Kälte, Brutalität und Entfremdung als reale Gegebenheiten. In Wolfsburg, endlich, steht nicht Nicola vor Gericht, sondern alles, was sich mit dem Wort Wolfsburg verbindet und identifizieren lassen muß: industrielle Effizienz und rücksichtsloser, menschenfeindlicher Wettbewerb. Vor Gericht steht da zugleich aber auch unsere Kinophantasie. Sie muß sich vor dem ästhetischen Tribunal dieses Films bekennen und erweisen.“

- Prisma: „Drama, das mit einer Laufzeit von drei Stunden allerdings einiges an Sitzfleisch abverlangt. Schroeder schildert am Beispiel des Sizilianers Nicola, der von Nicola Zarbo in seinem einzigen Filmauftritt recht hölzern verkörpert wird, wie das "Gelobte Land" Deutschland für einen Fremden, an dem Einsamkeit und Kälte nagen, zur Hölle wird und ihn schließlich zum Mörder werden lässt. Dabei bedient sich der Regisseur einer ausgeprägten Bildsprache, indem er im ersten Teil seiner Arbeit das sizilianische Leben in hellen, farbenfrohen Bildern vermittelt, während im zweiten Teil das Leben in Deutschland nur kalt und trostlos erscheint.“[2]

## Auszeichnungen
Werner Schroeter gewann mit diesem Film den Goldenen Bären auf der Berlinale 1980.

## Trivia
Juliane Werding hatte in diesem Film zum ersten Mal einen Gastauftritt als Schauspielerin. Sie spielte eine Moderatorin.
Standfotografin für den Film war Digne Meller-Marcovicz.